# Bożena Ziemniewicz
Bożena Maria Ziemniewicz (ur. 27 marca 1956 w Łodzi) – ekonomistka, trener, coach, polska polityk, samorządowiec, radna Sejmiku Województwa Łódzkiego, przedsiębiorca, wiceprzewodnicząca Rady Gospodarczej Województwa Łódzkiego, działaczka samorządu gospodarczego, społeczniczka.

## Życiorys
Urodzona w Łodzi, ukończyła Szkołę Podstawową nr 81 i XXIV Liceum Ogólnokształcące w Łodzi. Jest absolwentką Uniwersytetu Łódzkiego na kierunku Handel Zagraniczny. Jako studentka prowadziła Studenckie Studium Wiedzy Międzynarodowej. Należała do Studenckiego Stowarzyszenia Przyjaciół ONZ. Dwukrotnie otrzymała nagrodę specjalną Polskiej Akademii Nauk w zakresie ekonomii (1978 i 1979). W 1980 otrzymała Srebrną Odznakę im. Mikołaja Kopernika „Primus Inter Pares”[2].
W 1980 podjęła pracę w centrali handlu zagranicznego Warimex – Wifama, ale po uzyskaniu stypendium doktoranckiego podjęła studia doktoranckie w Studium Doktoranckim Nauk Ekonomicznych Uniwersytetu Łódzkiego. W latach 1984–1997 nauczyciel języka angielskiego w Zespole Szkół Ogólnokształcących nr 1 w Łodzi. W latach 1989–2000 kierowała szkołą językową MODUS, a w latach 1999–2000 była dyrektorem Gimnazjum Językowo-Informatycznego MODUS. W 1993 założyła szkołę językową pod nazwą First Certificate Preparation Centre, później BRITISH CENTRE, która od 2013 ma również status centrum egzaminacyjnego autoryzowanego przez syndykat egzaminacyjny Cambridge University.
Radna Sejmiku Województwa Łódzkiego IV, V i VI kadencji, wiceprzewodnicząca Komisji Nauki, Kultury i Sportu IV kadencji, przewodnicząca Komisji Ochrony Zdrowia, Rodziny i Polityki Społecznej V kadencji.
Ekspert Polskiej Komisji Akredytacyjnej ds. pracodawców.

## Działalność społeczna
Od 2014 wiceprzewodnicząca Rady Gospodarczej Województwa Łódzkiego. Od 2013 prowadzi autorski Łódzki Salon Gospodarczy.
Działa w samorządzie gospodarczym: w kadencji 2012–2016 była członkinią Prezydium Rady Łódzkiej Izby Przemysłowo-Handlowej, a w kadencji 2016–2020 wiceprezesem Zarządu ŁIPH. Na rzecz przedsiębiorców działa również w Stowarzyszeniu Właścicieli, Prezesów i Dyrektorów Firm Klub 500-Łódź, w 2014–2016 członkini Zarządu, od 2016 wiceprezes Zarządu Klubu 500-Łódź.
W samorządzie branży edukacyjnej od 2007 pełni funkcję pełnomocnika Zarządu PIFS w regionie łódzkim, w 2009–2010 wiceprezes Zarządu PIFS, od 2014 wiceprzewodnicząca Rady PIFS. Organizatorka i koordynatorka wielu akcji i kampanii społecznych propagujących ideę uczenia się przez całe życie: „Dni uczenia się dorosłych” 2009, 2010, 2011, „Polska Rama Kwalifikacji” 2011, „Łódzkie językami bogate. Region czterech kultur” 2012; Wielki Test Języka Angielskiego 2012, 2013 i 2014.
Prezes Stowarzyszenia Lifelong Learning od 2007.
Członkini Polskiego Towarzystwa Ekonomicznego, zasiada w zarządzie Oddziału Łódzkiego od 2015.
Od 2014 wiceprzewodnicząca Łódzkiej Wojewódzkiej Rady Działalności Pożytku Publicznego.

## Nagrody
- Złoty Flipchart za zasługi dla środowiska firm szkoleniowych – 2010
- Kobieta Roku 2011 – Kobieta Przedsiębiorcza
- „Kobieta Kreuje” 2012 – nagroda za kreatywność i inspirację dla innych
- Ambasadorka Przedsiębiorczości Kobiet 2014
- Absolwent VIP Uniwersytetu Łódzkiego 2014
- Kobieta Przedsiębiorcza Województwa Łódzkiego 2014
- Businesswoman Roku 2015 magazynu „Businesswoman & Life”
- Honorowa Złota Odznaka Krajowej Izby Gospodarczej 2015
- Brązowy Krzyż Zasługi 2016[2]
- Samorządowiec Województwa Łódzkiego 2018 – II miejsce w kategorii radnych Sejmiku
- „Wiosło Biznesu” 2018 – statuetka Gazety Wyborczej dla kobiet sukcesu